# برترام تورپ
برترام تورپ (به انگلیسی: Bertram Türpe) (زادهٔ ۲۲ ژوئیهٔ ۱۹۵۲ - درگذشته ۱۱ ژانویهٔ ۲۰۱۴) شناگر اهل آلمان بود.